# جوي روغيفين
جوي روغيفين (بالهولندية: Joey Roggeveen)‏ هو لاعب كرة قدم هولندي في مركز حراسة المرمى، ولد في 20 مارس 1998 في هوفدوروب في هولندا. لعب مع Jong AZ ‏.

## وصلات خارجية
- جوي روغيفين على موقع قاعدة بيانات كرة القدم.إي يو (الإنجليزية)
- جوي روغيفين على موقع Soccerway.com (الإنجليزية)
- جوي روغيفين على موقع عالم كرة القدم.نت (الإنجليزية)